# 嘩鬼有限公司
《嘩鬼有限公司》，是1989年上映的一部香港恐怖鬼片，由劉仕裕執導，王天林監製，陳百祥、吳君如、邱淑貞、陳山河主演。

## 劇情
孟加拉（陳百祥 飾）和 Robert仔（陳山河 飾）原是一流電器公司推銷員，一次受老闆指示到一鄉郊大屋工作，恰巧是間鬼屋，屋內住了一隻吸血女鬼（關明玉 飾）、一個娘娘腔鬼（黃靖華 飾）和大屋鬼僕（鄭家生 飾），吸血女鬼被引出市區，把一流電器公司的公司職員和司機都殺死了，幸孟加拉和Robert仔在逃跑其間遇見張國榮大師（鍾發 飾）打退吸血女鬼，暫時化解危機。孟加拉和Robert仔非常害怕，不得不找一份新工作。

孟加拉和Robert仔到簡氏投資公司應徵，畢文（曹查理 飾）見有狀喜上心頭立即聘用。巧遇葉靈（邱淑貞 飾）亦到此公司求職，Robert仔一見鍾情。後重遇張大師，張大師稱葉靈為十靈日和十靈時出生處子，鬼魂也能被其嚇壞逃走。畢文與高貴（吳君如 飾）分別帶領張國榮大師及梅艷芳大師（王玉環 飾）會見總經理簡美芝（郭秀雲 飾），各自自吹自擂，美芝建議兩位大師設立訓練營各自教授公司男女職員捉鬼法術以比其高低。

## 演員表
| 演員   | 角色                                                                                               |
| 陳百祥 | 孟加拉                                                                                             |
| 邱淑貞 | 葉靈 十靈日和十靈時出生處子                                                                        |
| 陳山河 | Robert仔                                                                                           |
| 郭秀雲 | 簡美芝 簡氏投資公司總經理                                                                          |
| 吳君如 | 高貴 簡氏投資公司高層職員 起初與畢文不和，後和好並成為情侶                                         |
| 曹查理 | 畢文 簡氏投資公司高層職員 起初與高貴不和，後和好並成為情侶                                         |
| 王玉環 | 梅艷芳 Anita 捉鬼大師 受高貴邀請到公司捉鬼 在訓練營教授公司職員捉鬼術                              |
| 鍾發   | 張國榮 Leslie 捉鬼大師 受畢文邀請到公司捉鬼 在訓練營教授公司職員捉鬼術                             |
| 司馬燕 | 菲莉 公司職員 畢文性幻想對象                                                                       |
| 翁世傑 | |
| 關明玉 | 吸血女鬼                                                                                           |
| 黃靖華 | 娘娘腔鬼                                                                                           |
| 鄭家生 | 大屋鬼僕                                                                                           |
| 羅青浩 | 二五鬼                                                                                             |
| 王天林 | 簡美芝的父親 簡氏投資公司董事長                                                                    |
| 駱應鈞 | 簡美芝的大哥 請法師在其公司放鬼，希望使其父親對其妹失去信任，從而掌管公司大權 後被吸血女鬼變成鬼倀 |
| 張國華 | 巴哈法師 受簡美芝的大哥指示在其公司放鬼，後被吸血女鬼所殺                                          |
| 胡美儀 | |
| 簡慧珍 | Pauline 公司職員 在訓練營中被風流艷鬼上身                                                          |
| 麥長青 | |
| 林美英 | |
| 何柏光 | |
| 黃一飛 | 一流電器公司老闆 被吸血女鬼變成鬼倀把秘書殺死並煲成湯水給孟加拉和Robert仔飲用 最終被孟加拉炸死     |
| 龍天生 | |
| 徐廣林 | 老黃 一流電器公司司機 被吸血女鬼殺死                                                               |
| 關國忠 | |
| 王虹琴 | |